# جان كلود برنارد
جان كلود برنارد (بالفرنسية: Jean-Claude Bernard)‏ هو منافس ألعاب قوى فرنسي، ولد في 30 أبريل 1933.

## وصلات خارجية
- جان كلود برنارد على موقع الاتحاد الفرنسي لألعاب القوى (الفرنسية)
- جان كلود برنارد على موقع اللجنة الأولمبية الدولية (الإنجليزية)
- جان كلود برنارد على موقع أوليمبيديا (الإنجليزية)